# Dorian van Rijsselberghe
Dorian van Rijsselberghe (Den Burg, 24 november 1988) is een Nederlands windsurfer. Hij werd in 2011 wereldkampioen en in 2012 en 2016 olympisch kampioen in de RS:X-klasse. Hij won zijn eerste Nederlandse titel als dertienjarige. Samen met zijn oudere broer Adriaan maakt hij deel uit van het Waddenteam. 

## Opleiding
Van Rijsselberghe deed de Mavo en vervolgde zijn opleiding aan het CIOS in Heerenveen, maar maakte die niet af.  

## Carrière
Van Rijsselberghe behaalde zijn eerste grote titel in december 2011, toen hij in Perth wereldkampioen werd in de RS:X-klasse. Hiermee werd hij de opvolger van Casper Bouman, die deze titel vijf jaar eerder won.
Nadat Kiran Badloe tijdens het WK in Australië zijn olympische ticket, voor Tokio had verzekerd, maakte Van Rijsselberghe bekend om te stoppen met het windsurfen.

### Olympische Spelen

#### 2012
Van Rijsselberghe nam deel aan de Olympische Spelen in Londen. Op 12 juli 2012 maakte chef de mission Maurits Hendriks bekend dat hij de vlag zou dragen tijdens de openingsceremonie.
Op zondag 5 augustus 2012 behaalde hij, voor de kust van het Engelse Weymouth, olympisch goud in de klasse RS:X. Met 22 punten in het klassement en met nog een reguliere en de medaillerace te gaan, was Van Rijsselberghe niet meer in te halen door de concurrentie. Hij stond voor de negende race vijftien punten voor op de Brit Nick Dempsey en wist die voorsprong te vergroten met vier punten, zodat hij om goud te winnen alleen nog moest starten in de laatste reguliere race. Dat deed hij ook, maar hij gaf onmiddellijk na de start op, zoals gebruikelijk in de zeilsport. Het IOC zag dit echter als onsportief en verplichtte Van Rijsselberghe om deel te nemen aan de Medalrace. Hieraan gaf hij gehoor door deel te nemen aan de Medalrace en deze ook maar te winnen. Bij terugkeer in Nederland werd hij vanwege zijn gouden medaille benoemd tot Ridder in de Orde van Oranje Nassau.
Hij werd de opvolger van Stephan van den Berg, die in (Los Angeles, 1984) ook een olympisch gouden medaille in deze klasse won.

#### 2016
Op 14 augustus 2016 tijdens de Olympische spelen in Rio de Janeiro kon Van Rijsselberghe zijn titel prolongeren en werd zodoende voor de tweede maal olympisch kampioen op dit onderdeel. Tijdens de olympische huldiging in Den Haag op 24 augustus 2016 kreeg hij een aparte onderscheiding in de vorm van een beeldje. In datzelfde jaar werd hij benoemd tot ereburger van Texel.

## Privé
Van Rijsselberghe is getrouwd en heeft twee dochters.
1984: Stephan van den Berg ·
1988: Bruce Kendall ·
1992: Franck David ·
1996: Nikolaos Kaklamanakis ·
2000: Christoph Sieber ·
2004: Gal Fridman ·
2008: Tom Ashley ·
2012: Dorian van Rijsselberghe ·
2016: Dorian van Rijsselberghe ·
2020: Kiran Badloe ·
2024: Tom Reuveny